# Зарубін Іван Іванович (лінгвіст)
Іван Іванович Зарубін (1887 рік, Санкт-Петербург, Санкт-Петербурзька губернія, Російська імперія — 3 лютого 1964 року, Ленінград, РРФСР, СРСР) — російський і радянський учений-сходознавець, іраніст, таджикознавець і памірознавець, доктор філологічних наук, професор. Відомий як засновник наукового таджикознавства та памірознавства в СРСР.

## Життєпис
Народився в 1887 році в Санкт-Петербурзі, в родині лікаря. У 1907 році вступив до Петербурзького університету, де одночасно займався на юридичному та історико-філологічному (Далекосхідне відділення) факультетах. У 1910 році був заарештований за участь в студентських виступах і відрахований з університету. Склав іспити екстерном за університетський курс на юридичному факультеті Харківського університету. Як лінгвіст та етнограф отримав підготовку під керівництвом академіків Л. Я. Штернберга, Вільгельма Радлова, К. Г. Залемана.
З 1900 року працював науковим співробітником, а з 1918 року завідувачем відділу мусульманських народів Середньої Азії музею антропології та етнографії Інституту етнографії АН СРСР .
Влітку 1914 року здійснив свою першу наукову експедицію на Памір (спільно з французьким іраністом Робертом Готьо), працюючи начальником Відділу Близького Сходу і Центральної Азії Ленінградського Музею антропології і етнографії. У тій експедиції дослідники працювали в основному в районах поширення бартанзьких і рушанських діалектів. Велика частина Памірської колекції Музею здобута саме Іваном Зарубіним в ході експедиції 1914 року.
26 червня 1917 року Туркестанський Комітет призначив І. І. Зарубіна першим цивільним комісаром Памірського району та головою районного комітету. Не всі поставилися до цього призначення схвально, зокрема Шахдаранський волосний управитель Азіз-хан не прийняв нового комісара. Але 29 жовтня 1917 року І. І. Зарубін провів засідання комісії, на якому було вирішено вислати Азіз-хана в Сари-кол, під нагляд начальника Ташкурганського поста. 5 грудня 1917 року Зарубін здав справи комісаріату Тимчасового уряду представникам нової влади.
З 1938 року — доктор філологічних наук (без захисту), з того ж року — професор. До 1964 року — науковий співробітник ЛВ Інституту мовознавства АН СРСР. Викладач ЛІФЛІ і ЛДУ. Був начальником Відділу Близького Сходу і Центральної Азії Ленінградської Кунсткамери.
Іван Іванович Зарубін є автором робіт з маловивчених на той час памірських мов, а також з белуджійської мови. Роботи Івана Зарубіна з таджицької мови стали тією основою, на якій в подальшому формувалося радянське і сучасне наукове таджикознавство.
Іван Зарубін був сходознавцем, що стояв на чолі цілого наукового напряму в СРСР, яке займалося збором і науковою обробкою лінгвістичних та етнографічних матеріалів з живих іранських мов, поширених на території Російської імперії, а пізніше — СРСР. Результатом діяльності Івана Івановича Зарубіна і його учнів стали публікації текстів, словників і граматичних описів таких іранських мов, які до цього в деяких випадках були відомі дослідникам тільки у вигляді невеликого списку слів. Більшість іраністів, що займалися в СРСР з 1920-тих років і займаються на даний час живими іранськими мовами, є учнями Івана Зарубіна або учнями його учнів.

## Експедиції Зарубіна
- 1914 рік — Памір. Спільно з французьким іраністом Робертом Готьо (1876—1916), організована французьким і Російським комітетами для вивчення Середньої і Східної Азії; дослідники працювали в основному в районах поширення бартанзьких і рушанських діалектів.
- 1915 — 1916 роки — Памір. Іван Зарубін один протягом півтора року побував у всіх найважливіших осередках розселення іраномовних народностей Паміру; тією чи іншою мірою були обстежені всі памірські мови.
- 1918 — 1919 роки — Туркменія.
- 1926 рік — Середня Азія. Експедиція у складі 6 осіб, керівник — Іван Зарубін (під егідою АН СРСР). Обстежено гірські райони верхів'я р. Зарафшан, а також міст Самарканда, Пенджикента, Ура-Тюбе і Ташкента.
- 1927 рік — Експедиція в долину річки Зарафшан для дослідження таджицьких говірок.
- 1928 — 1929 роки — поїздки Івана Зарубіна в Туркменію у складі Середньоазіатської етнографічної експедиції для дослідження белуджійської мови. До складу експедиції входили також Едіт Гафферберг, Дмитро Букінич.
- 1948 — 1949 роки — Діалектологічна експедиція Інституту історії, мови і літератури Таджицької філії АН СРСР в Куляб під керівництвом Івана Зарубіна і Валентини Соколової, до складу якої входили також: Розалія Нємєнова, Юлія Богорад та Валентина Яблонська.